# 普吉府
普吉府（皇家轉寫：Changwat Phuket，泰語發音：[t͡ɕāŋ.wàt pʰūː.kèt]），華人舊稱通扣、通扣坡，馬來人稱之為武吉（馬來語：Bukit），是泰國77個一級行政區之一，府治為與行政區同名的普吉市。該行政區全境以普吉島再加上32個離島為範圍。普吉島是泰國境內最大的島嶼，位於泰國南部安達曼海海域上，也是唯一一個擁有自己獨立一級行政區劃的島嶼。普吉是世界知名的熱帶觀光勝地，其豐富的天然資源也替泰國帶來不小的財富。

## 歷史
「普吉」這名字的歷史可以回溯到1025年時，該島當年的舊名「Manikram」在泰米爾語中是「水晶山」的意思。但是，普吉還有另一個更知名的舊名（尤其是在西方文化領域）「Junk Ceylon」，卻是源自於3世紀亞利山卓圖書館中著名學者托勒密，他曾在著作中提及如果想要從中南半島一帶（當時他稱為Souwannapum）前往馬來半島時，會經過一個叫「Jang Si Lang」（马来文Ujong Salāng，Ujong意为海角）的驛站，是西方文獻中最早提及普吉的一份。在中国清代的谢清高在其著作《海录》称此地为养西岭。
對於普吉島最初的住民，有幾種不同的說法，部分認為有可能是屬於舍曼族（Semang）一系的矮黑人（Negrito），部分認為可能是屬於莫坎族（Mokken）的海洋吉普賽人（Sea Gypsy），也有說法認為可能是起源於緬甸勃固（Pegu）地區的孟王國（Mon）之移民。
約在4世紀左右時，一群因為不堪侵擾而逃離原居地印度的泰米爾人（Tamil）開始在整個馬來半島西岸殖民，殖民範圍包含了普吉島。在7世紀至13世紀期間，普吉與鄰近的地區都是由一以蘇門達臘為根據地的馬來王國室利佛逝（Srivijaya）所控制，當時該王國以普吉島北方、今日泰國攀牙府的港埠竹古巴（Takua Pha）作為附近地區的商業與文化中心。相比之下，普吉則因為缺乏可以作為航運用途的河口港埠，再加上人口稀少，整體發展可說是一灘死水。
普吉首次納入泰國的版圖裡，是在13世紀末素可泰王國時代的蘭甘亨大帝（King Ramkhamhaeng）在位時，當時竹古巴被劃分在那空是貪瑪叻府的管理區域內，使得普吉也連帶地被劃入其範圍。那時的普吉的環境還非常原始未開化，人們主要是居住於滿佈全島的黑森林邊緣之溪流低地，而叢林中則還有野生的老虎、犀牛、象、鱷與熊等獸類穿梭。雖然只是一個小島，但普吉擁有非常豐富的物產礦藏，包括象牙、寶石、天然珍珠、毛皮、香料與龍涎香。這些資源很早以前就受到來自四面八方的外來族群虎視眈眈，包括馬來海盜、阿拉伯商人、泰米爾屯墾者、中国的絲綢交易商與遠來自葡萄牙的冒險家全想要染指。因此自17世紀時第一座錫礦礦坑在島上開挖後，就注定了此島日後必然的經濟與政治重要性。
1626年時，來自荷蘭的商人獲准在普吉設立一個交易站，而在積極拓展外交的暹羅王那萊王（King Narai）在位的1656年到1688年間，當時的法國駐暹羅大使也開始留意到普吉錫礦在全球貿易市場的潛力。因此，在法國的爭取下，納賴在1681年時指派法籍的傳教士黑內·商博諾神父（Brother Rene Charbonneau）治理普吉島，並將行政中心設於他朗（Thalang）。而在同時，納賴也將普吉島的管理，直接規劃在暹羅的經濟與外交事務部門之下。

### 女英雄抗击外族入侵
1767年帕马（即今日的緬甸）擊敗了泰國的阿瑜陀耶王朝，使得馬來人得以趁亂進佔普吉。緬甸军当时組織了龐大的远征船隊，在1785年時進攻普吉，以便試探在曼谷新成立的扎克（Chakri）王朝之態度軟硬。雖然當時英國的法蘭西斯·萊特船長（Captain Francis Light，馬來西亞檳城的建立者）曾去信警告普吉總督，但3,000緬甸远征军仍然长驱直入佔領了攀牙和竹古巴（Takua Pah）與竹古童（Takua Thung）兩城，並繼續進擊普吉島上的他朗城（Thalang）。
當時，他朗城內的氣氛非常低迷，普吉府尹已陣亡，領軍的府尹遺孀莊（Chan）是吉打蘇丹的孫女。由於普吉積欠了皇家國庫好一筆債務，因此曼谷的國王拉瑪一世派軍馳援的機會可說是頗為渺茫。普吉方面據守的巴帕堡壘隨時有陷落的可能，但莊並沒有在還來得及逃離時離開。莊與她的姊妹穆（Mook）將他朗的人民聚集起來，當時由於大部分的男人都已戰死人數有限，她們召集了500名婦女，手上拿著用煙煤塗抹過的椰樹枝偽裝成武器來充數。這計謀的湊效使得緬甸人不敢貿然全面進擊，而泰軍則是在挽濤灣（Bang Tao bay）附近的山丘上突擊緬軍得手。過了一個月的苦撐後，緬甸大軍終於1785年3月13日撤退。
為了嘉勉兩位女性的英勇，拉瑪一世頒贈她們帖卡撒隄（Thao Thep Kasat Tri）與席順通（Thao Si Sunthon）的稱號，其中前者通常是只保留給皇家成員的貴族稱號。她們的青銅塑像今日仍是普吉島上非常著名的觀光重點，也就是他朗市區裡碼頭廣場圓環正中央的女英雄紀念碑。除此之外，联接普吉岛与泰国本土攀牙府之間的跨海大桥，也被命名为帖卡撒隄大桥藉以纪念英雄业绩。
后来緬甸在1809年到1812年、拉瑪二世初登基時，又趁泰国国力薄弱，军备松懈之机襲擊了普吉三次。在他們的掠奪下竹古巴與竹古童兩城曾再度毀城，而他朗與呈娘港（Tha Rua port）也被攻陷，但是由于普吉和其他府的泰国人民抗击不休，一直苦战到曼谷方面的大軍開到，才使得該地區免於進一步的屠殺。當戰塵飄落之後，普吉被規劃到泰王國的國防部下作为战略前线直接管理，后来被隸屬於洛坤府下。
緬甸在1824年遭到英國佔領，這件事徹底的終止了緬軍對泰國的侵略動作。當初逃到攀牙的許多普吉人終於得以回到家鄉重建他朗，但此時他朗的光芒早已被島上另一個後起之秀的城鎮給遮蔽——由於大批來自馬來西亞檳城地區的華人來到此地開發錫礦，而促成了普吉城的興起。華人勞工的進駐雖然帶來興盛的經濟活動，但也帶來新的紛擾，1876年時兩群華人礦工發生糾紛，這事件瞬間轉變成激烈的血鬥，暴動擴及全島失控的暴民開始四處屠戮與搶劫。當地泰人聚集在普吉城的查隆寺（Wat Chalong），寺中的主持僧人除了救助傷患外，也鼓勵民眾團結以對抗暴民，因此才得以在暴民集團抵達時抵抗成功，並在僧人的斡旋下平息暴動。

### 許心美的善治
對於整個普吉的發展歷史來說，最有貢獻者莫過於1890年到1909年間治理著普吉的泰籍華人許心美（Khow Sim Bee;Phraya Rasdanupradit Mahissara Phakdi），「Phraya」是泰王朱拉隆功大帝后来赐给他的尊号，直译为佛爷，或相当于英国的爵爷（Sir），原先仅由泰王赐予王公贵族和大将。
在拉斯達爵爷的治理下，普吉府修築了大批的歐式建築和新的宽阔道路，貧窮的人們則被鼓勵去畜養牲畜带到新市场上去进行交易以改善收入。在他的特许下，渣打銀行（Standard Chartered Bank）在普吉設立了第一個泰國據點，当时泰国南方的第一所现代化医院也在府城区（เมือง ภูเก็ต，Muang Phuket）落成。
在1901年，他首度自马来西亚檳榔嶼引進橡膠樹到普吉落户，在經過百餘年的發展後，泰國是今日全世界数一数二的橡膠出口國。
朱拉隆功大帝在位期間， 因为他看到拉斯達爵爷的丰功伟绩，將附近盛产矿石的六府——攀牙、甲米、拉廊、董里、沙敦以及竹古巴——聯合在一起，歸屬在普吉的管轄下，稱為「普吉道」（มณฑล ภูเก็ต，Monton Phuket）。而拉斯達爵爷則升任為普吉道的道台总督，其道台总督职位与爵位採世襲制，但实际上仅世袭了一代。
1933年，隨著泰國的國家體制由絕對王權轉向君主立憲政體，普吉也像泰國其他府份一般，改為自立的郡府，由泰国內政部指派的府尹进行治理。

### 現代

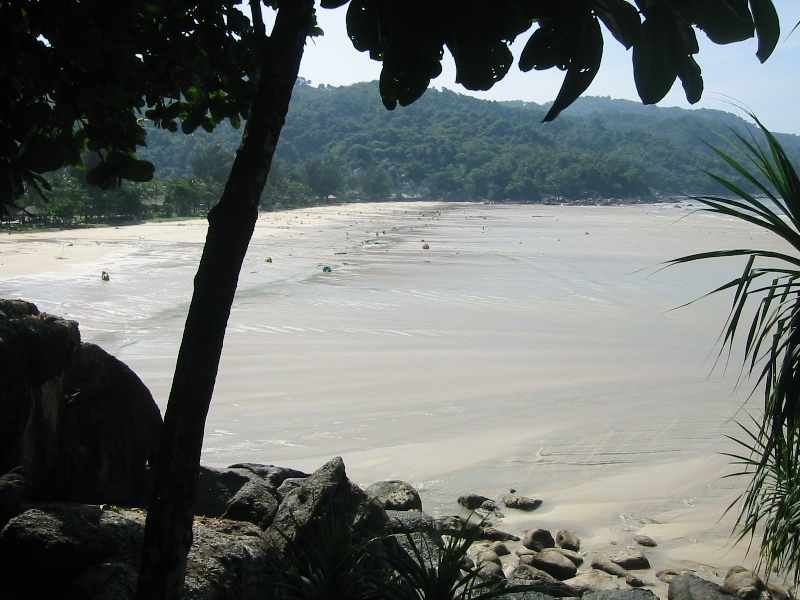
小喀塔海灘在2004年12月26日海啸後的情景，原本沙滩上的許多小餐馆在海啸襲擊後都已消失無蹤。

2004年12月26日，一場發生在印尼蘇門答臘附近海域的海底地震引起了嚴重的海嘯，海嘯席捲泰國西岸，包括普吉島，根據統計在災難中普吉一帶共有250人喪生，其中包含不少在冬季期間前來亞洲度假的歐美遊客與其他亞洲國家遊客。經過海嘯侵襲後島西的幾個主要海灘，例如巴東海灘（Patong）、喀倫海灘（Karon）與喀塔海灘（Kata）都受到极其严重的破壞。
浩劫之后，泰国政府十分重视受灾地区的重建工作，大力推行各项政策促进当地旅游业的发展，许多商业如巴东海滂的海洋百貨公司（Ocean Department Store）皆已很快地在2005年初期間被重建并恢復營運。
2006年初，东南亚地區第一套海啸预警系统在普吉設立，该系统在游客集中地区（如巴东海滩等地）能以英语、泰语、华语、日语、德语等不同語言的廣播警示遊客海啸的来临。
在2005年災後重建後，普吉島的旅遊業組建恢復到往期水平。但在2020年到2022年期間，2019冠狀病毒病疫情在全球大爆發再度重創了普吉島的旅遊業。

## 地理
普吉島屬於泰國南部地區，座落於本身屬於印度洋一部份的安達曼海（ทะเล อันดามัน Andaman Sea）上，是一座南北較長（最長處48.7公里）、東西稍窄（最寬處21.3公里）的狹長狀島嶼。普吉島北以巴帕海峽（Pak Prah Strait）與泰國本土的攀牙府（พังงา，Phang Nga）相鄰，而東側則是隔著攀牙灣與對岸的甲米府（กระบี่，Krabi）呼應，西岸及南岸則都瀕臨著安達曼海。主島與大小達32個的離島加起來，土地面積約為570平方公里。
普吉境內多山，全島約有70%的面積屬於山地地形，尤其是貫穿島嶼西側的山脈，是連貫馬來半島與亞洲大陸的克拉地峽（Kra Isthmus）的一部份，最高峰Mai Thao Sip Song（十二藤峰）標高529公尺。而佔有其他土地面積的小型平原主要是散佈在島嶼的中央與南部，島上主要溪流包括有挽艾河（Khlong Bang Yai）、挽隆河（Khlong Bang Rong）、呈娘河（Khlong Tha Rua）等幾條，但都是重要性不高的小型河流。
普吉島有大小32個離島，其中大部分的離島都是聚集在島北的攀牙灣與東到南岸的近海。少數例外的是最大的離島披披島（Ko Phi Phi Don），與其附屬的小披披島（Ko Phi Phi Ley，即电影（The Beach）拍摄场地）位於東方正好與普吉島和泰國本土等距離的較遠海面上。由於這两座岛皆属甲米府而非普吉府管辖，已自成一個獨立的觀光區。

## 气候
普吉府由于面临安达曼海，气候备受海洋季风影响，上半年炎热，下半年多雨。
由于2006年至2007年在印度洋上出現了，造成泰国南部甲米、普吉等地区异常干旱，降雨量偏低。
| 普吉机场 (1961-1990)                 | 普吉机场 (1961-1990) | 普吉机场 (1961-1990) | 普吉机场 (1961-1990) | 普吉机场 (1961-1990) | 普吉机场 (1961-1990) | 普吉机场 (1961-1990) | 普吉机场 (1961-1990) | 普吉机场 (1961-1990) | 普吉机场 (1961-1990) | 普吉机场 (1961-1990) | 普吉机场 (1961-1990) | 普吉机场 (1961-1990) | 普吉机场 (1961-1990) |
| 月份                                 | 1月                  | 2月                  | 3月                  | 4月                  | 5月                  | 6月                  | 7月                  | 8月                  | 9月                  | 10月                 | 11月                 | 12月                 | 全年                 |
| ------------------------------------ | -------------------- | -------------------- | -------------------- | -------------------- | -------------------- | -------------------- | -------------------- | -------------------- | -------------------- | -------------------- | -------------------- | -------------------- | -------------------- |
| 平均高温 °C（°F）                    | 31.5 (88.7)          | 32.7 (90.9)          | 33.4 (92.1)          | 33.1 (91.6)          | 31.5 (88.7)          | 31.0 (87.8)          | 30.7 (87.3)          | 30.6 (87.1)          | 30.1 (86.2)          | 30.3 (86.5)          | 30.5 (86.9)          | 30.8 (87.4)          | 31.4 (88.4)          |
| 平均低温 °C（°F）                    | 22.0 (71.6)          | 22.4 (72.3)          | 23.0 (73.4)          | 23.9 (75.0)          | 24.5 (76.1)          | 24.7 (76.5)          | 24.4 (75.9)          | 24.7 (76.5)          | 23.9 (75.0)          | 23.6 (74.5)          | 23.1 (73.6)          | 22.6 (72.7)          | 23.6 (74.4)          |
| 平均降水量 mm（）                    | 42.1 (1.66)          | 29.5 (1.16)          | 60.3 (2.37)          | 157.1 (6.19)         | 345.4 (13.60)        | 285.9 (11.26)        | 284.4 (11.20)        | 272.0 (10.71)        | 417.2 (16.43)        | 350.7 (13.81)        | 188.4 (7.42)         | 70.6 (2.78)          | 2,503.6 (98.59)      |
| 来源：Thai Meteorological department |                      |                      |                      |                      |                      |                      |                      |                      |                      |                      |                      |                      |                      |

## 府徽与其他象征
普吉府的象徵樹木是缅甸红木（Burmese Rosewood，学名Acacia catechu），府花是辣椒花（学名：Bougainvillea）。
府徽则是两个并排坐着的古代妇女， 她们是以拯救普吉而聞名的两名女英雄帖卡撒隄（Thao Thep Kasattri）和席順通（Thao Sri Sunthon）。

## 行政及管理
普吉府在行政上被劃分為3縣（ampoe），並又進一步被劃分為17區（tambon）及103村（muban）。
| \| # \| 中文名 \| 泰文名 \| 英文名 \| \| - \| -------------------- \| -------- \| ------------- \| \| 1 \| 普吉府治县（英语：Mueang Phuket District） \| เมืองภูเก็ต \| Mueang Phuket \| \| 2 \| 加图县（英语：Kathu District） \| กะทู้ \| Kathu \| \| 3 \| 塔廊县（英语：Thalang District） \| ถลาง \| Thalang \| |            |          |               |
| # | 中文名     | 泰文名   | 英文名        |
| 1 | 普吉府治县 | เมืองภูเก็ต | Mueang Phuket |
| 2 | 加图县     | กะทู้      | Kathu         |
| 3 | 塔廊县     | ถลาง     | Thalang       |

普吉府現時（2006年）長住居民約23萬人左右，加上旺季前來從業之泰國人和非法勞工大約30萬人。

## 交通

### 道路

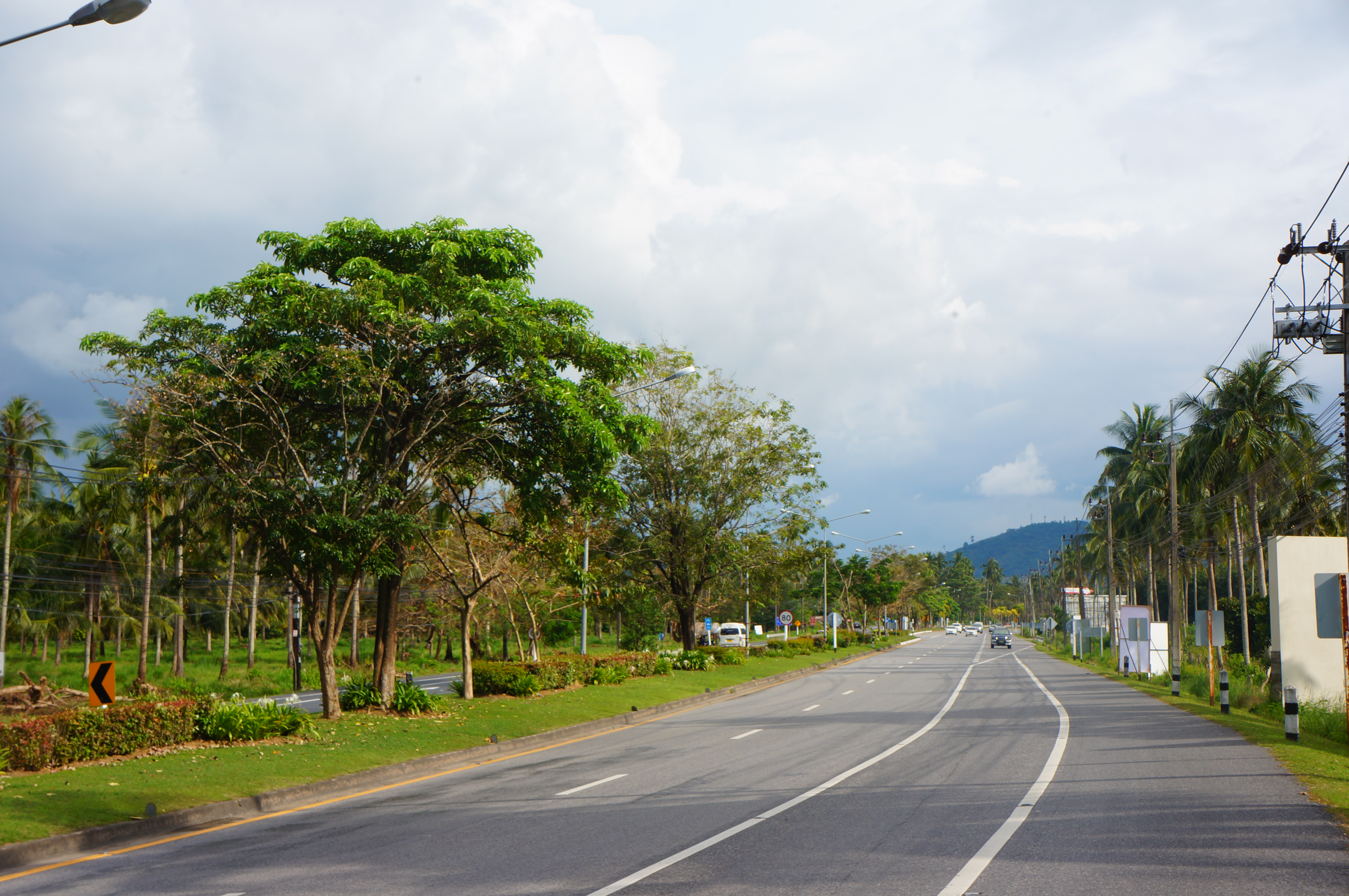
泰国402号公路纵贯整个普吉岛

普吉島北面以巴帕海峽與泰國本土相望，其與本土間的路面運輸完全仰賴帖卡撒隄大橋與撒拉辛大橋兩座跨海橋樑。其中靠西側的撒拉辛大橋興建於較晚的1974年時，橋的命名取自一代忠臣朴·沙拉信宰相（พจน์ สารสิน，Pote Sarasin，1905年－2000年）。普吉與曼谷之間車程約867公里，旺季时几乎每小时皆有長途巴士自南曼谷巴士站發車前往普吉。

### 航空
1976年，普吉國際機場（สนามบิน ภูเก็ต，Phuket International Airport，HKT/VTSP）啟用，帶來了非常蓬勃的觀光業。今日普吉國際機場是泰國境內僅次於新曼谷國際機場的最大旅運進出點，僅在1998年，該年的旅運總人次就高達3,142,712人，到了2006年，自普吉機場出入境遊客人數已突破了五百萬人。2016年9月16日，普吉国际机场新候机楼启用，从此后，普吉国际机场年吞吐量达到1250万人次。一旦原候机楼改建完成，普吉国际机场的总吞吐量将达到1800万人次/年。
普吉國際機場距離普吉城36公里，距離巴東等海灘50公里到70公里不等。在雨季時如果碰到道路交通堵塞要費時一個小時以上。乘坐國際航班的乘客們需要交納機場建設稅700泰銖。
2007年9月16日，一架隸屬於泰國One-Two-Go航空、航班編號OG 269的麥道MD-82型客機，在降落普吉國際機場時因氣候不佳、風切過大與機件失靈而滑出跑道失事，包含機組員共88人喪生。

### 海路
為了滿足不少嚮往寧靜的遊客至普吉岛度假的需求，每天有两班渡船在普吉府城东南的普吉深水港（Phuket Deep Water Port）与大披披岛之间对开，並可進一步由大披披岛乘坐渡船到甲米府城或蘭塔島（Koh Lanta）。由於每年5月至11月間屬該地區的海洋季风盛季，海上經常有大浪發生，容易造成搭船遊客暈船或有安全上的疑慮。

## 医疗保健
普吉岛有6家医院，由公共卫生部管理的主要是Vachira Phuket医院，较小的医院在Thalang和Patong。有3家私立医院，分别是普吉岛国际医院、普吉岛曼谷医院和普吉岛教会医院。

## 普吉美食
普吉文化的多樣性，來自泰南、中國的福建省及廣東省、馬來西亞及印度所產生的相互影響，為百年文化彼此交融、互動而成的產物。
各族群除了帶來原有的飲食文化外，彼此之間也互相影響，甚至融合出新的特色。

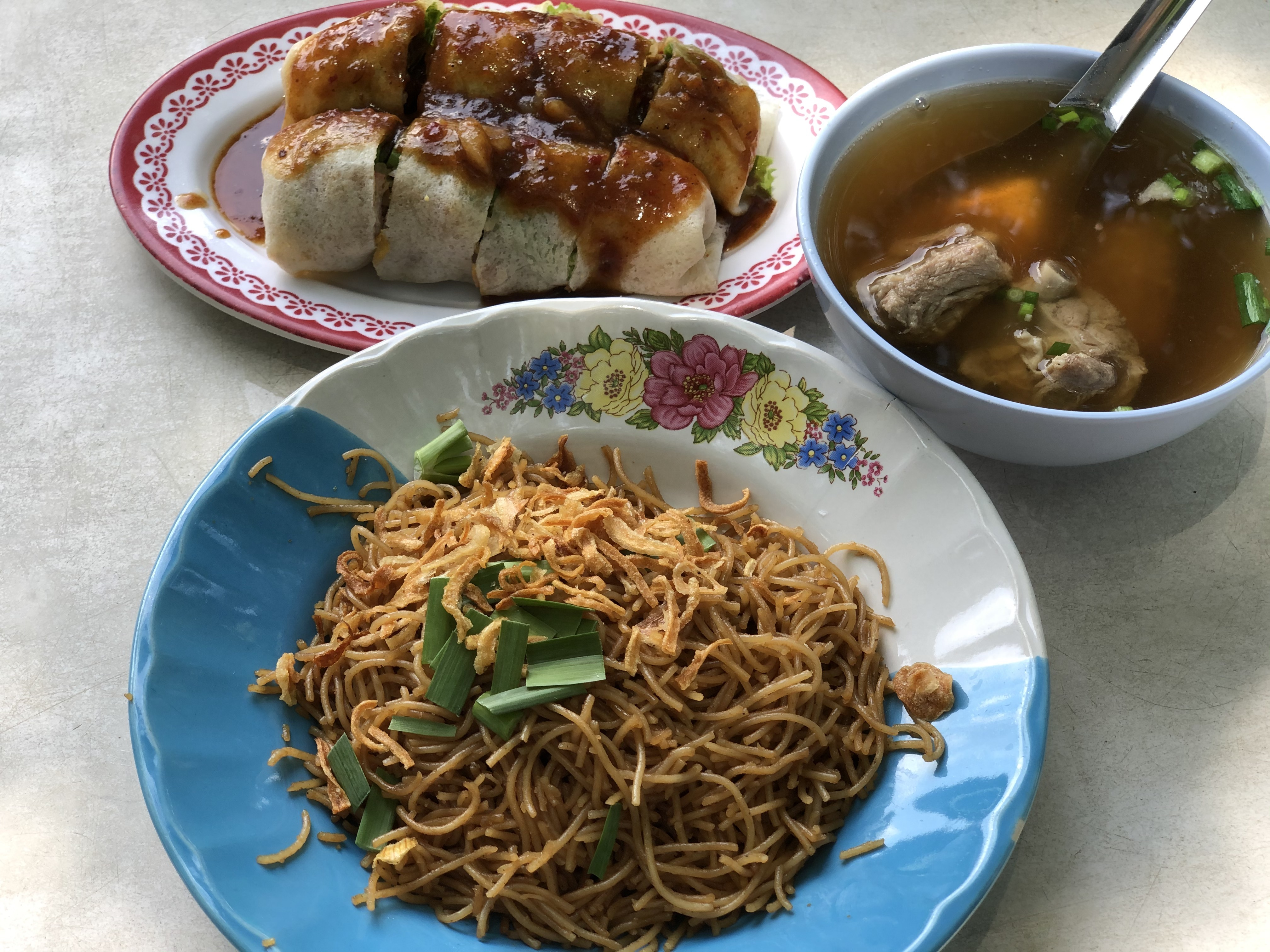
บี้หุ้นบะกูด(米粉肉骨),โปเปี้ย(薄餅)是早期的來自中國南方移民帶到普吉，並調整口味，以適應當地的情況
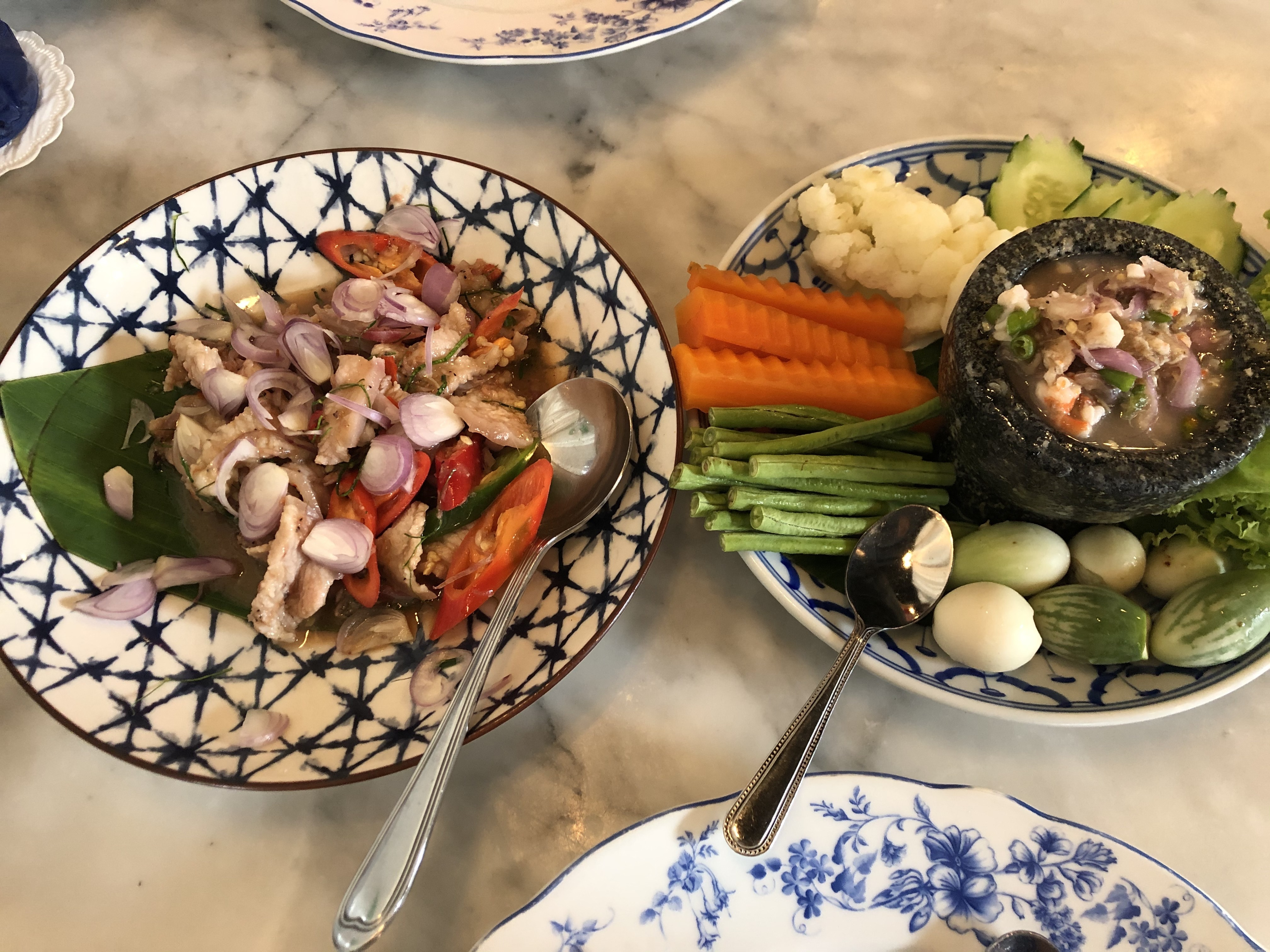
普吉的泰南料理受到由馬來文化及中國文化的影響，造成普吉獨特飲食文化
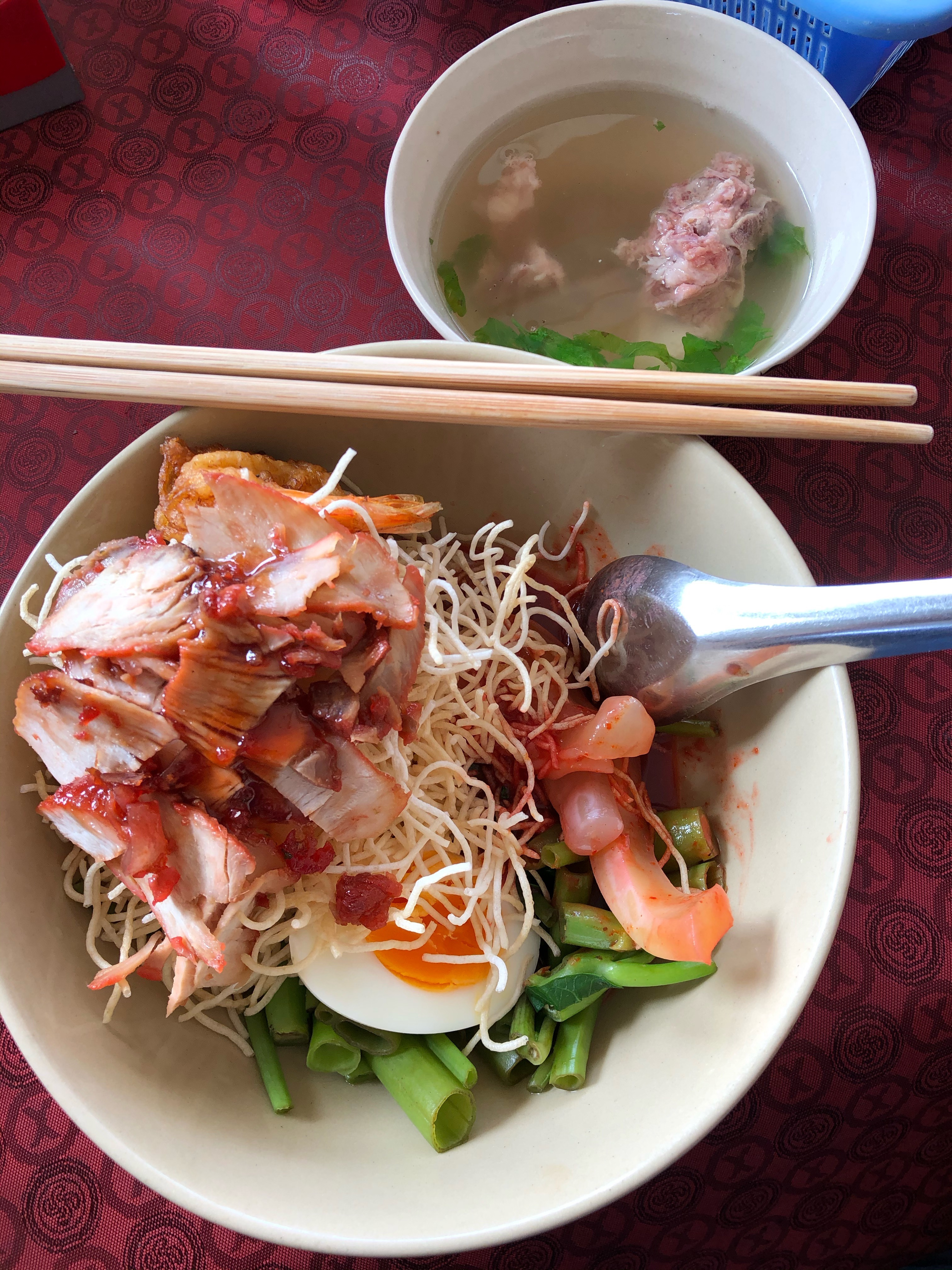
ยิ่วหูเอ้งฉ่าย（Yiw-Hu-Eng-Cai）(鰇魚雍菜)普吉獨特的一道菜，是一道街邊小吃。魷魚蕹菜，從名字就可以知道魷魚蕹菜是主角。這道菜受到馬來西亞料理sotong kang kong 影響
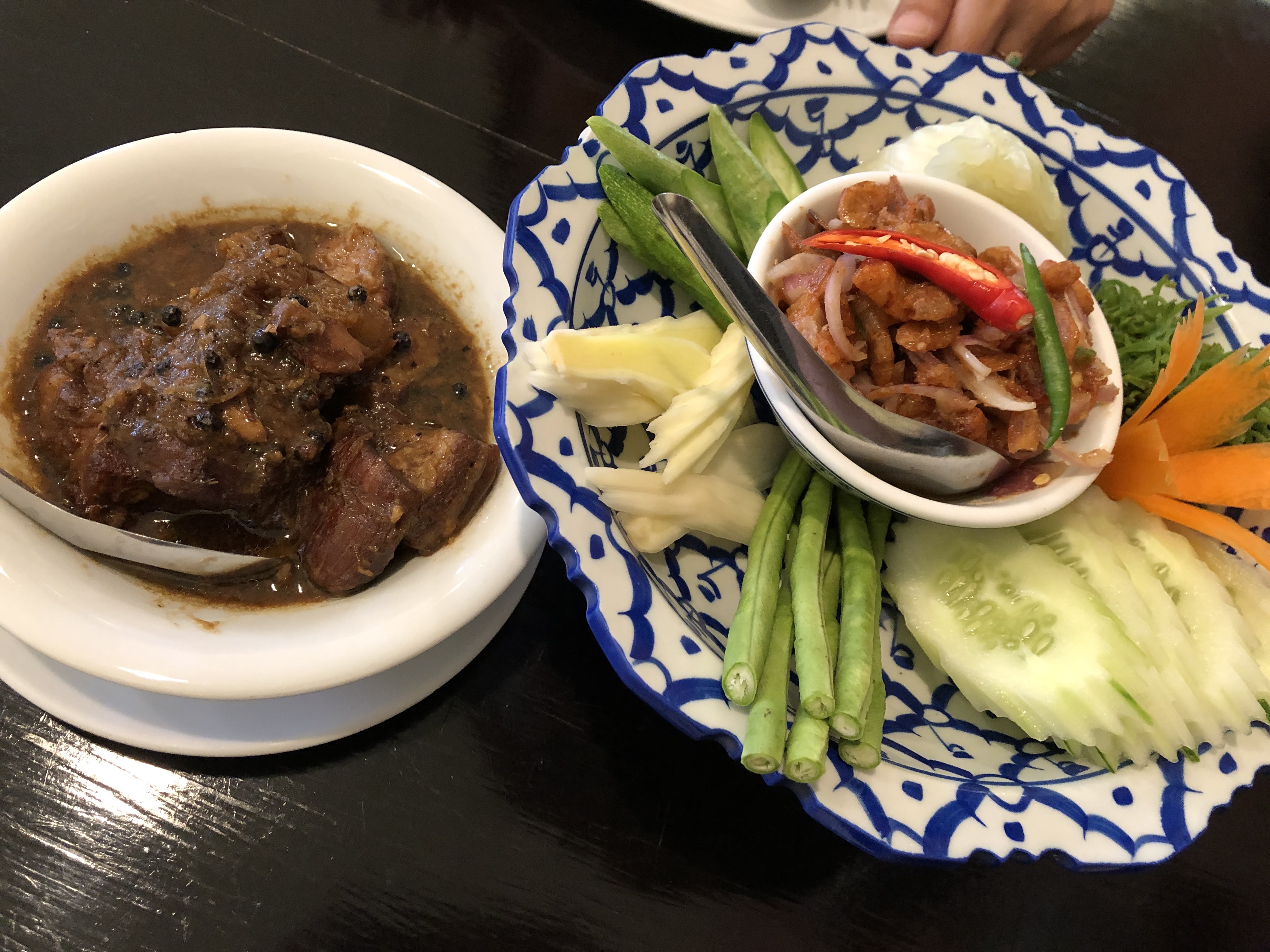
หมูฮ้อง(Moo-Hong)與น้ำชุบ(Nam-Chup)普吉著名料理，受到福建料理的封肉（Hong-Bak）
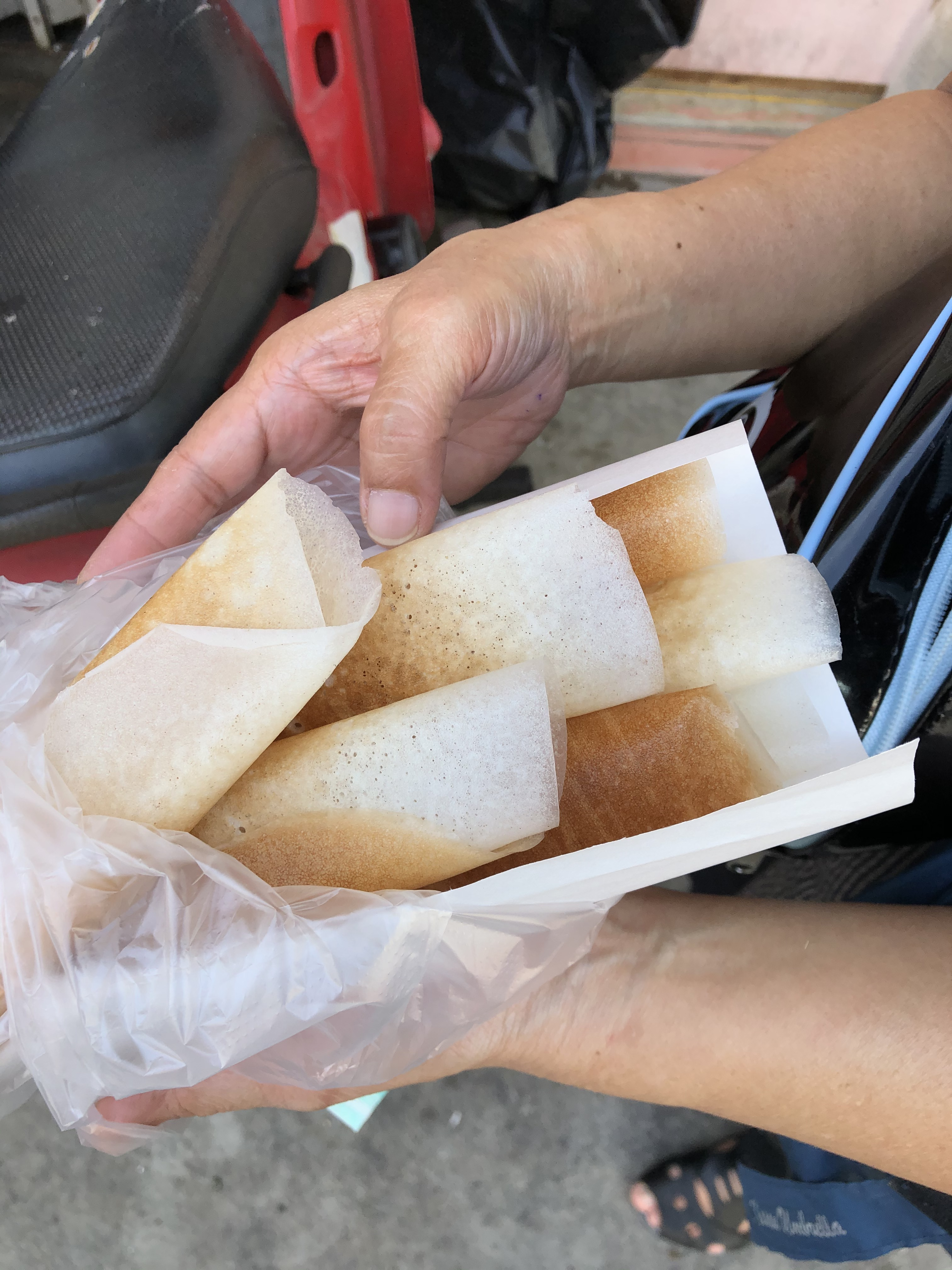
阿榜糕，普吉人稱อาโป้ง(Ah-Pong)，於馬來西亞檳城傳入普吉
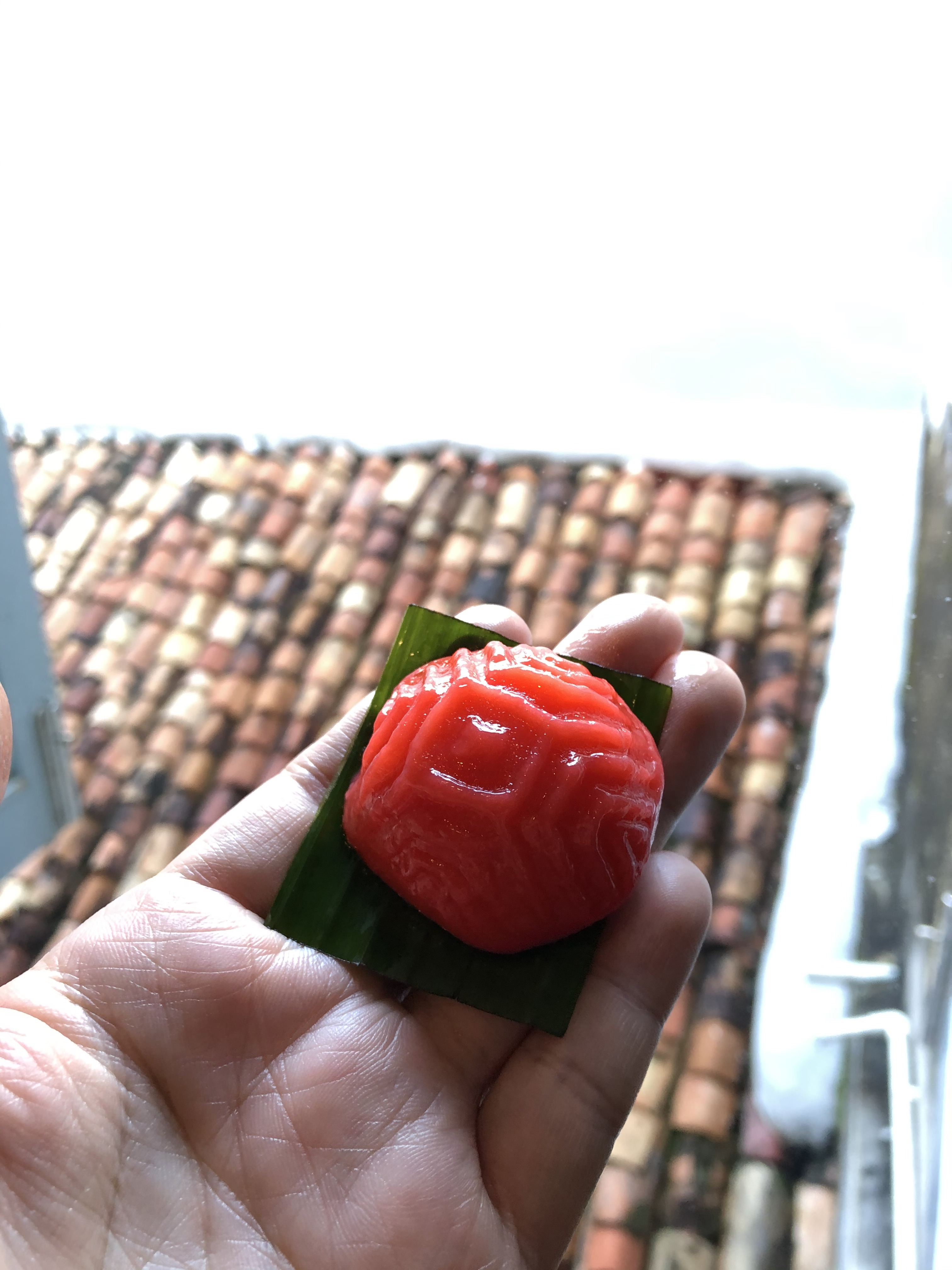
紅龜粿，普吉人稱อังกู้(Ang-Ku)，於福建閩南傳入普吉
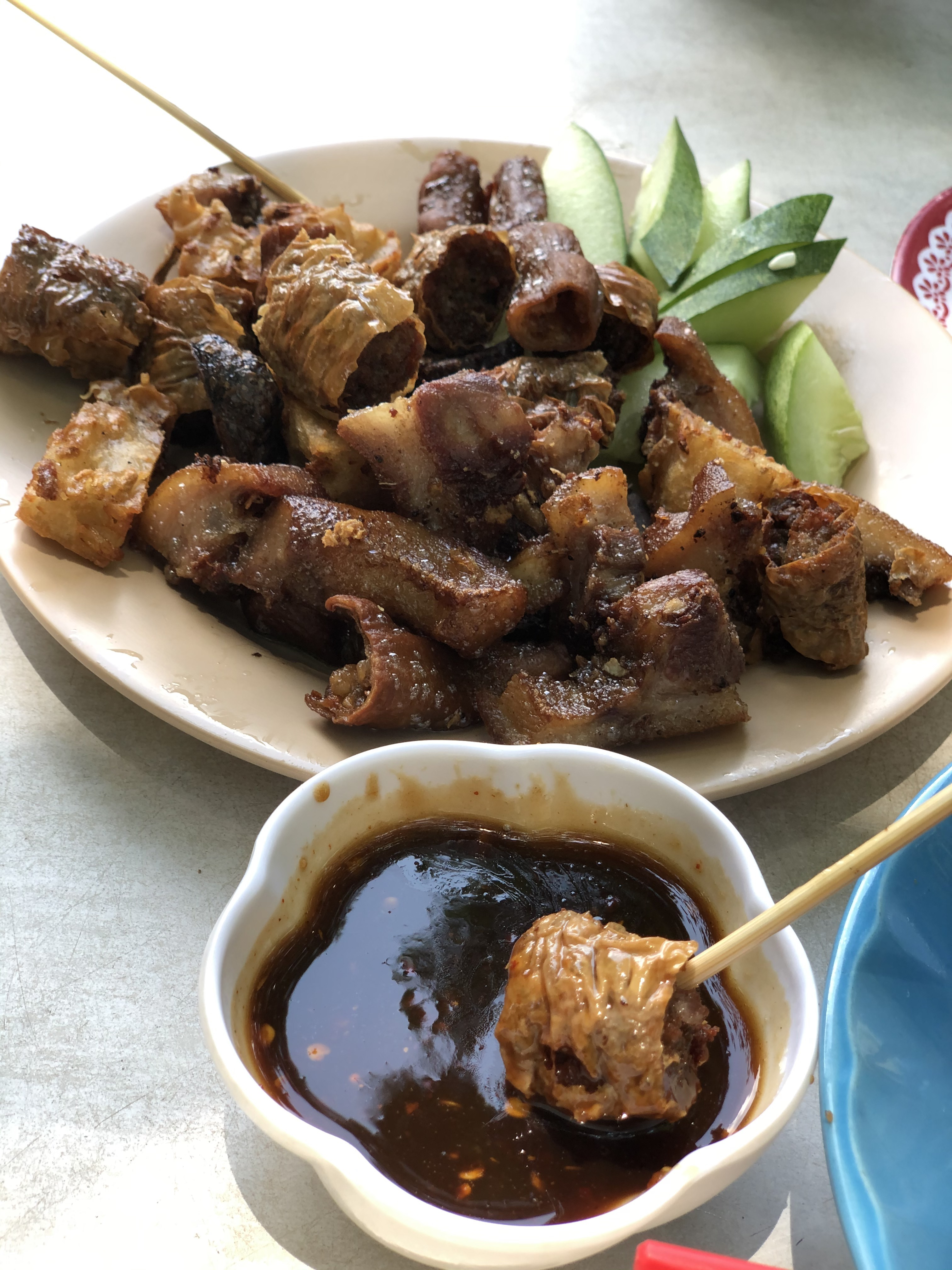
โลบะ(Loh-Bak)受到中華料理的五香滷肉
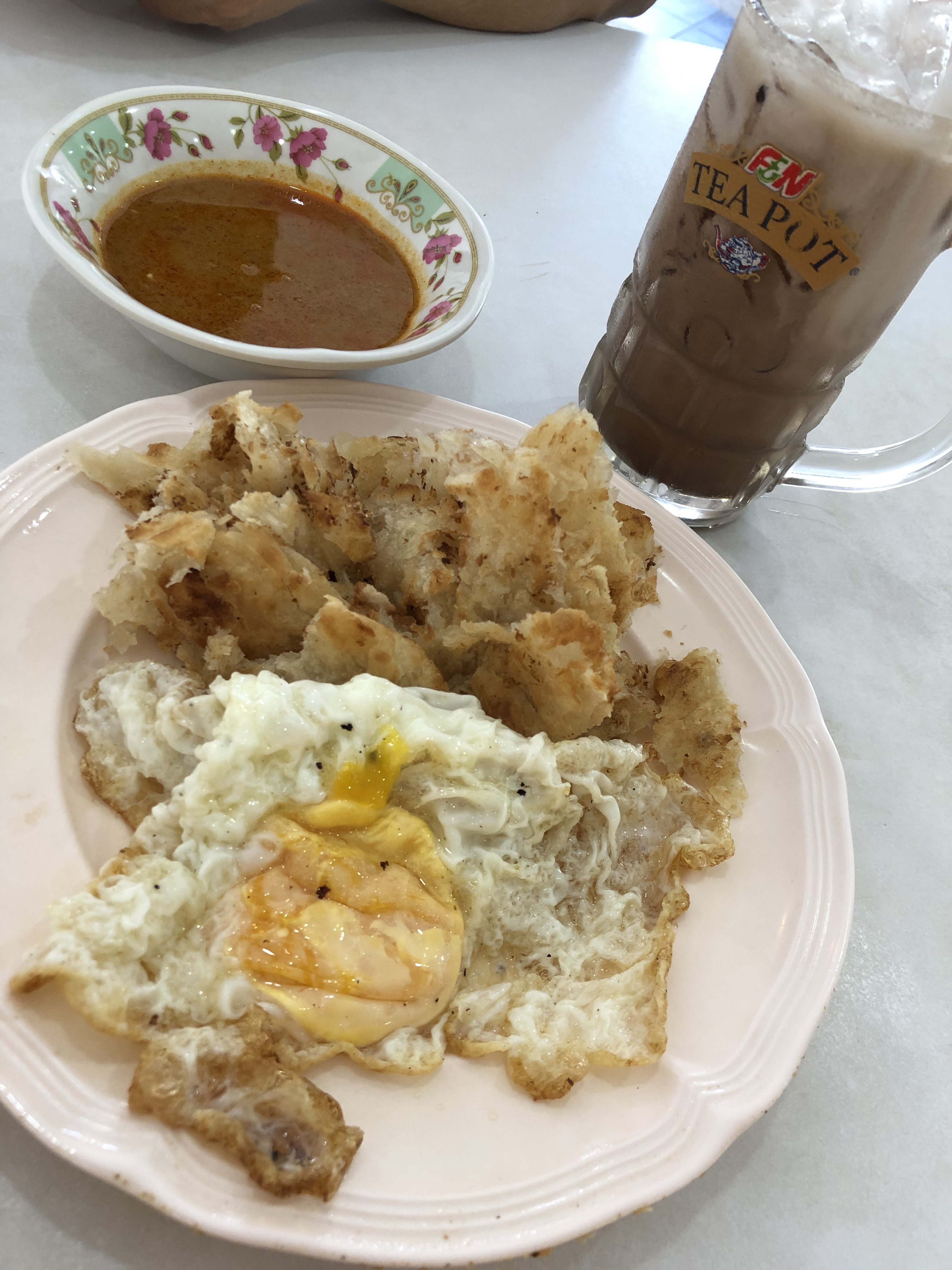
โรตี(Lo-ti)指印度煎餅roti canai，成為普吉人的早午茶
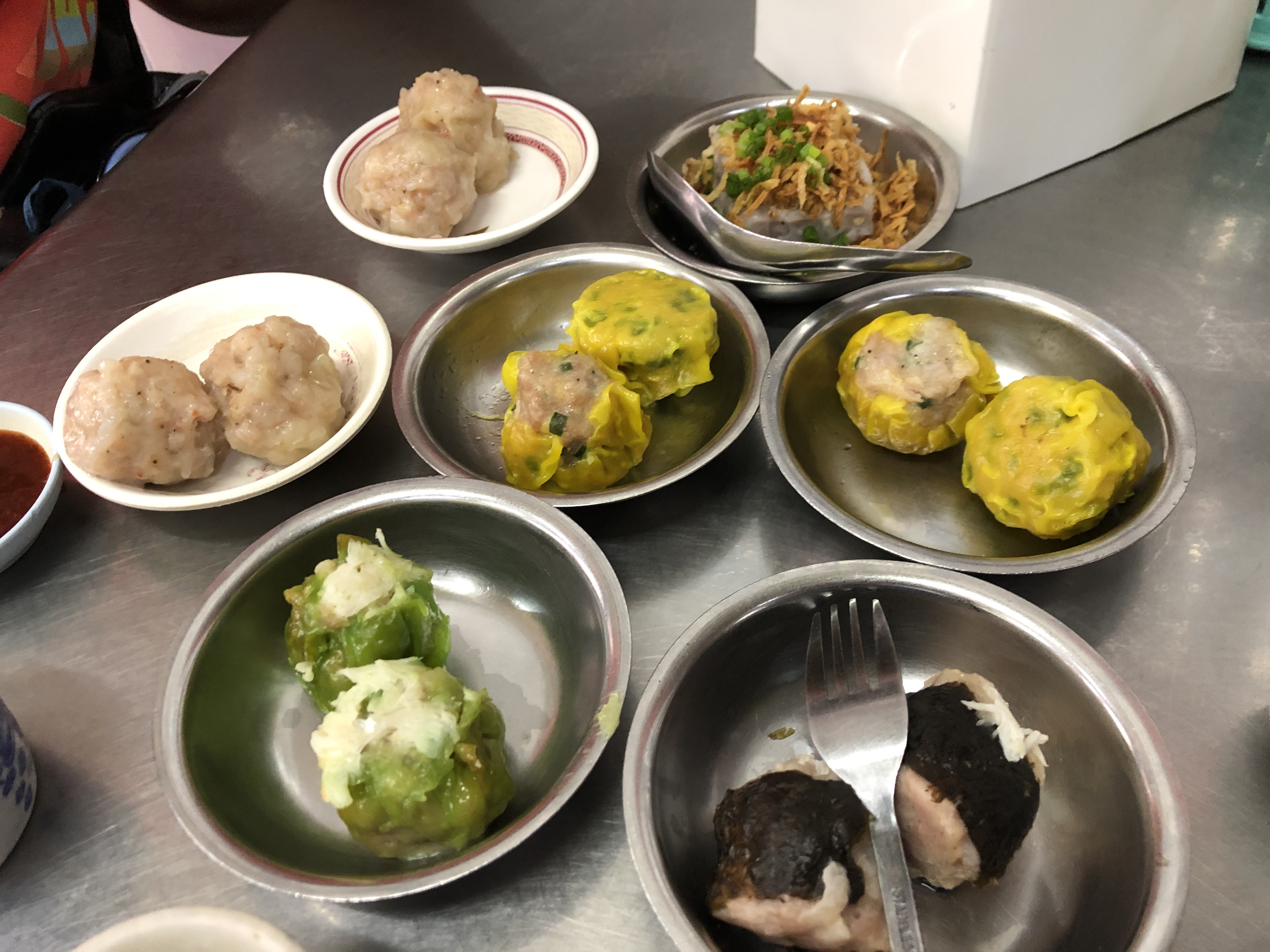
普吉人早餐點心，明顯受到廣東飲茶文化影響.其中的燒賣，普吉人稱เสี่ยวโบ๊ย 閩南語演化而來
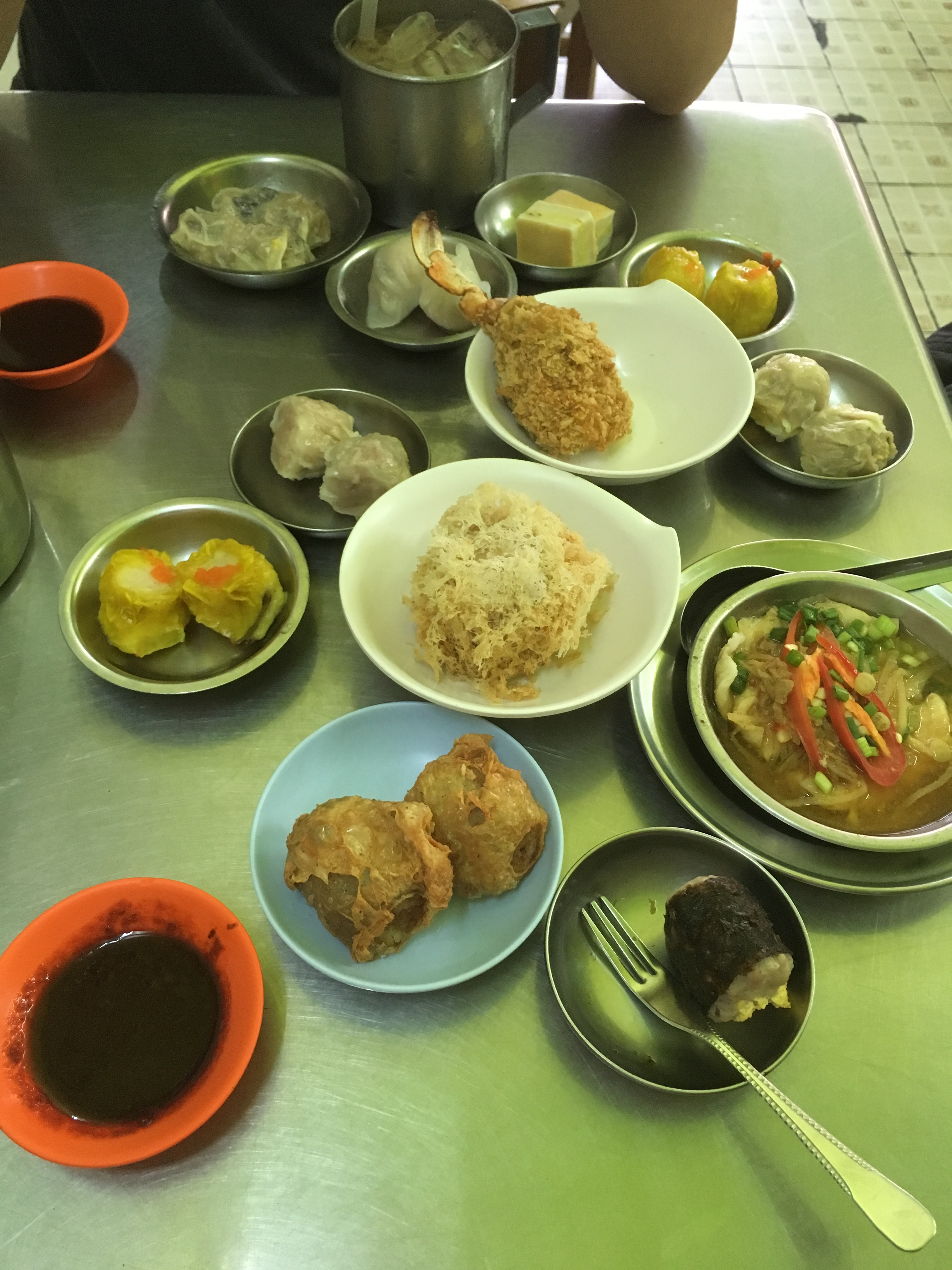
普吉各種廣式點心，普吉人心中最好選擇的早餐
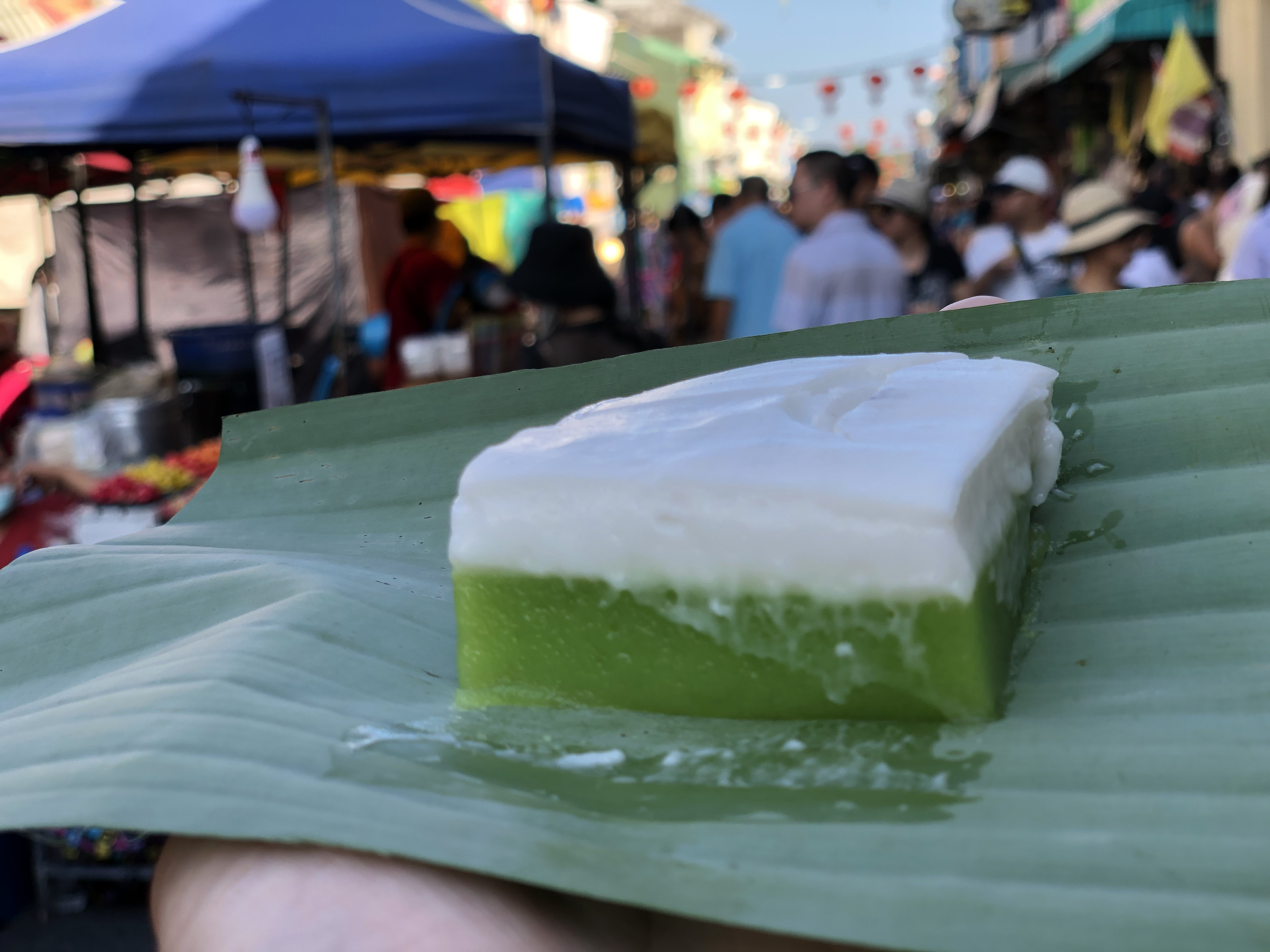
โกยตาลาม(Kue Talam) 來自於馬來西亞的kuih talam，是普吉土生華人娘惹甜食
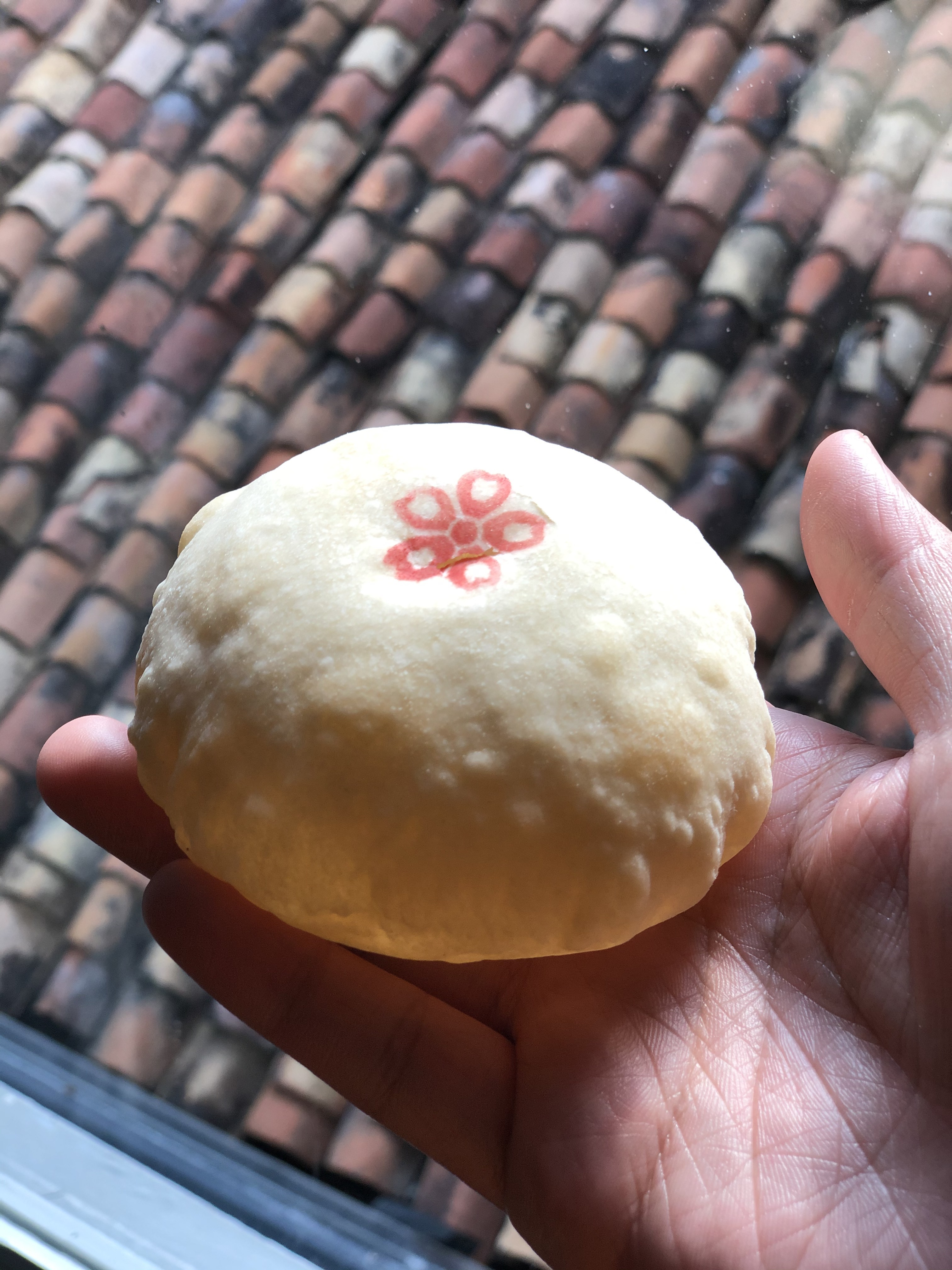
พังเปี้ย(Phang-Pia) 普吉常見中國傳統餅食其中之一，來自福建及臺灣的膨餅（phòng-piánn）
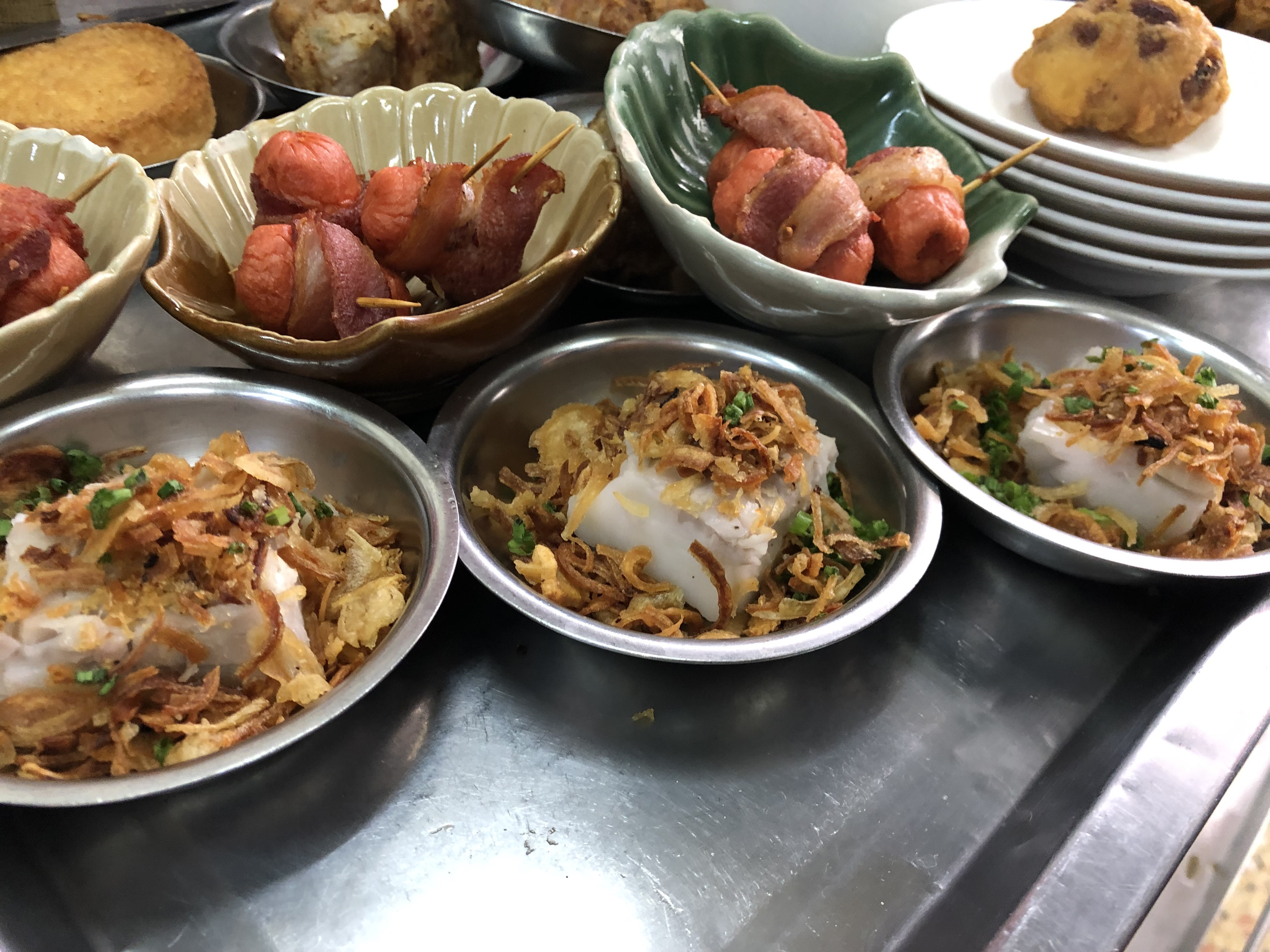
ออโก้ย(Oo-Kue) 普吉常見閩南傳統芋粿
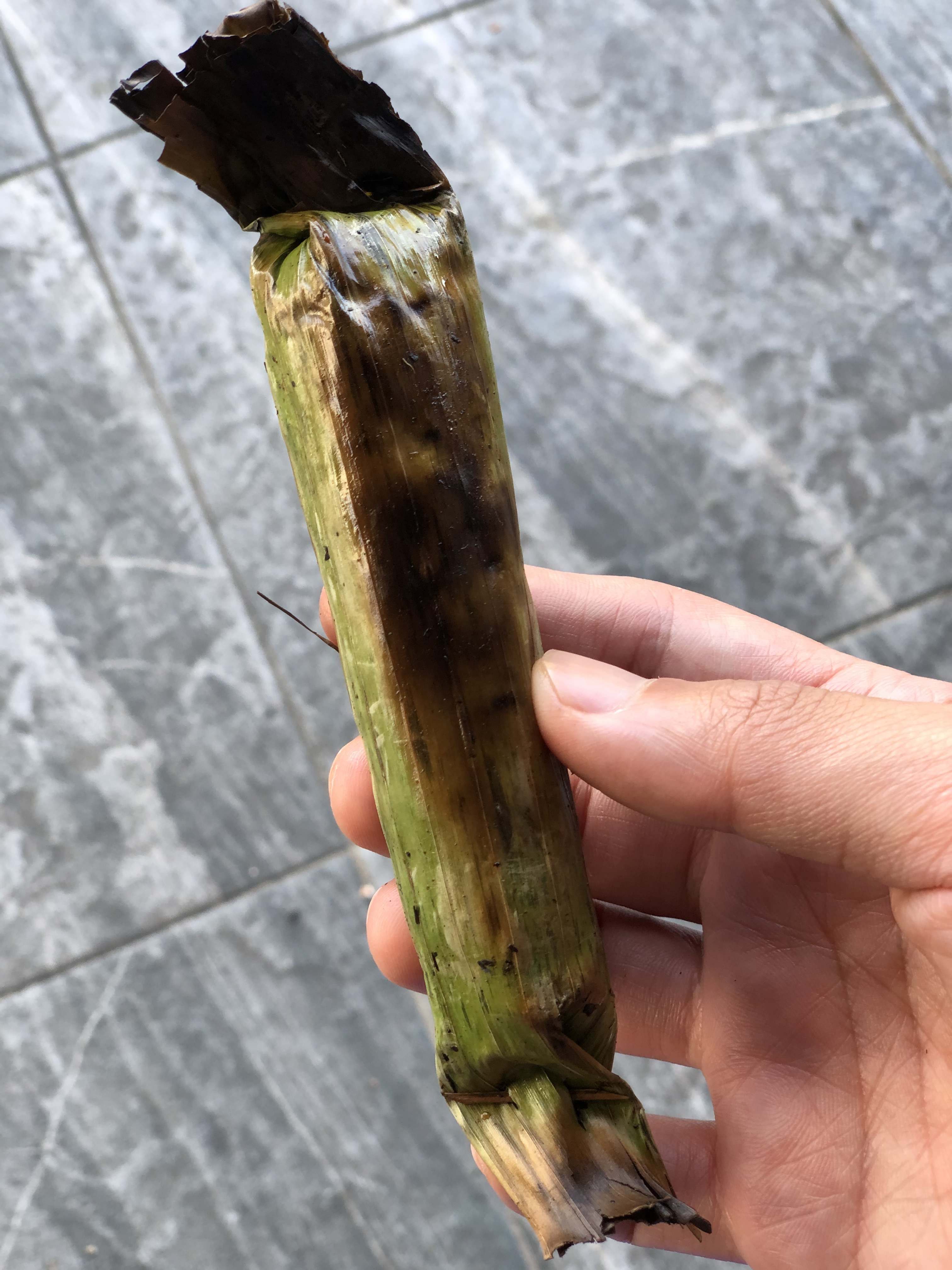
ป่าวล้าง(Pao-lang)

## 知名景點
- 建築
  - 查龍寺（Wat Chalong）
  - 普吉大佛
  - 普吉市府廳（Sala Klang）
  - 普吉法院（San Jahngwaht）
  - 渣打銀行
- 大型会议設施
  - 普吉国际会议中心 [1]
- 艺术表演

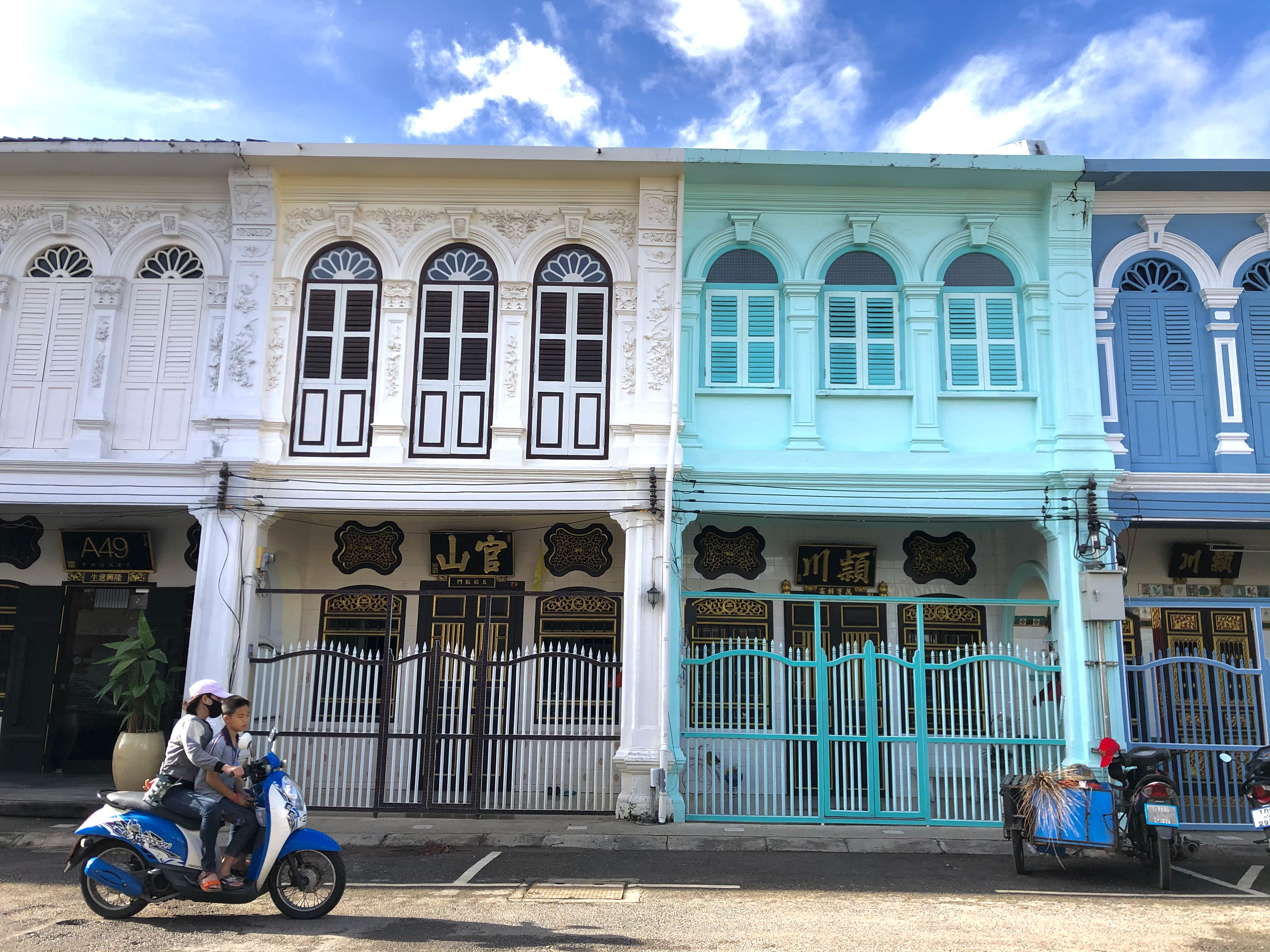
普吉市區。

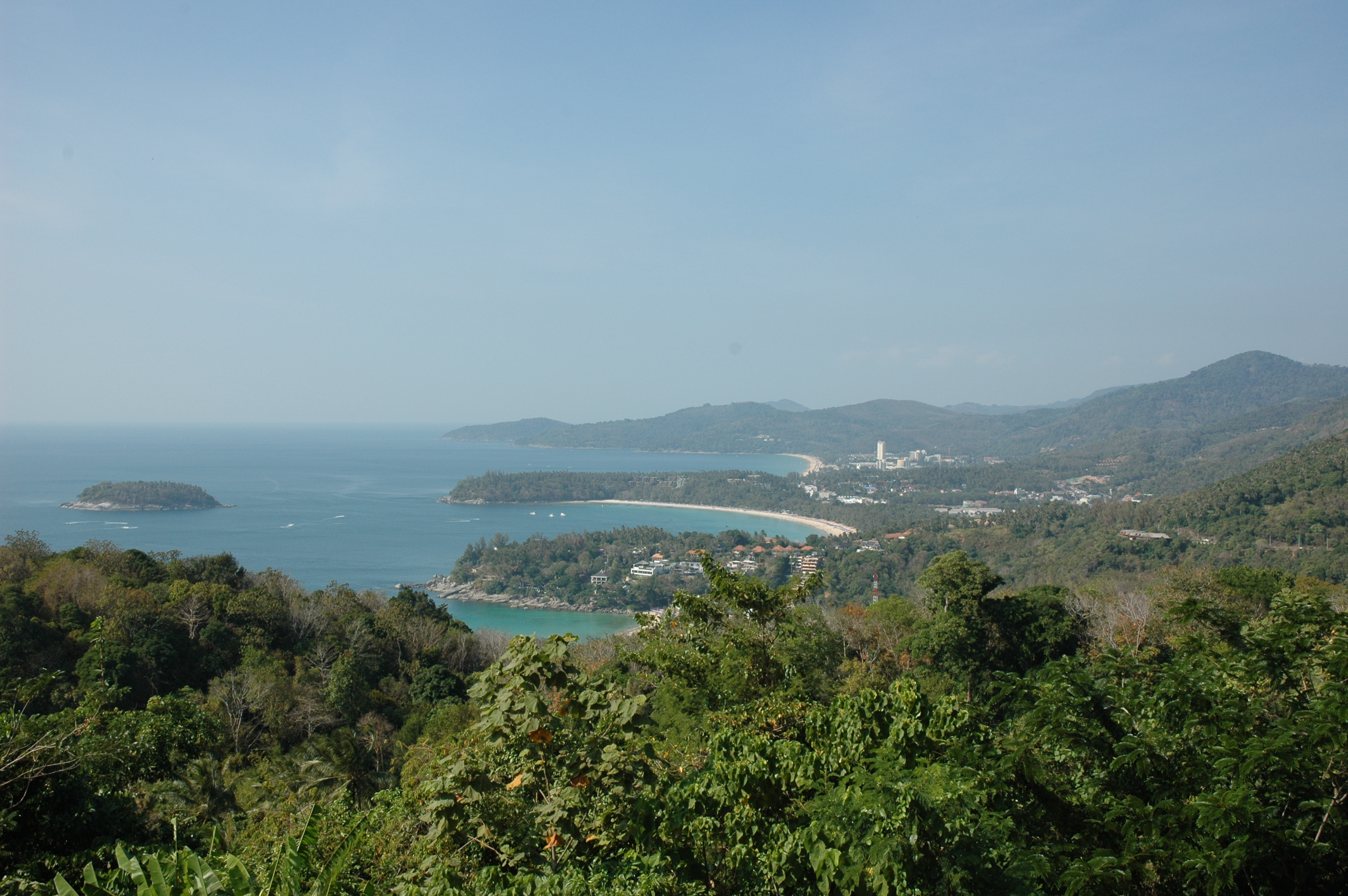
在喀塔山（293米）上眺望和小喀塔海灘、喀塔海灘和喀倫海灘。

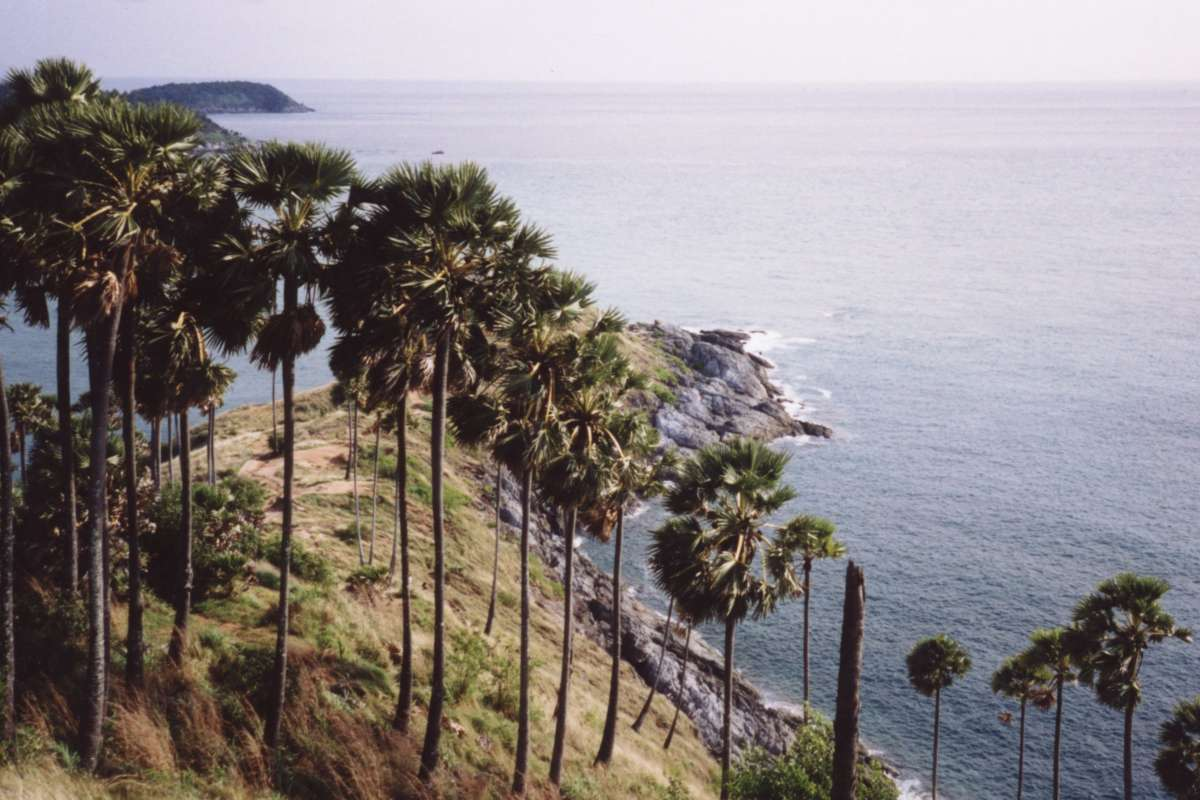
位于普吉岛最南端的朋帖海岬是全岛上观赏日出和日落的最佳景点。

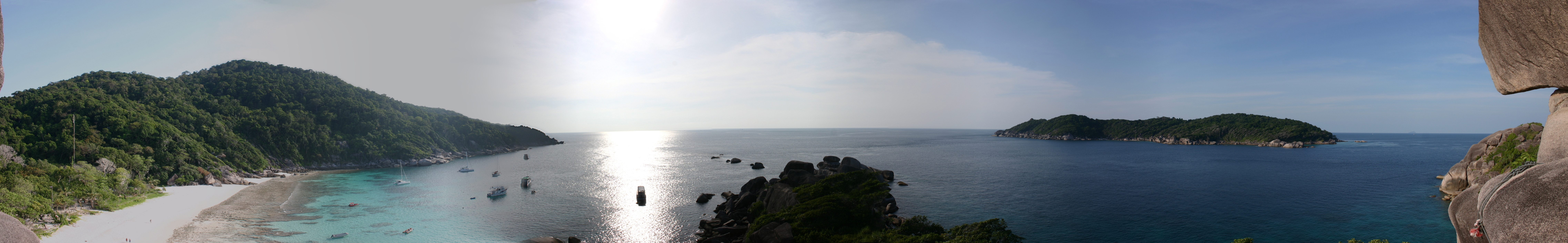
诗美兰主岛（Koh Similan）全景。

  - 普吉賽門歌舞團（Phuket Simon Cabaret）- 位於巴东海滩，旺季期間每日公演，經常被安排作為旅行團行程的一部份。
- 遊樂／觀賞設施
  - 普吉水族館
  - 普吉貝殼博物館
  - 普吉泰國村與蘭花園
  - 幻多奇樂園（Phuket Fantasea），位於巴东海滩
  - 帕泰奧野生動物保育發展及推廣中心（Khao Phra Taew Wildlife Conservation Development And Extension Center）
  - 普吉射击俱乐部，提供各種口径的步枪、手枪供遊客练习射击用
- 海灘、海岬、國家公園
  - 查儂灣（Chalong Bay）
  - 朋帖海岬（Prom Thep Cape）
  - 喀塔海灘（Kata Beach），宁静海滩，适合各种沙滩体育运动
    - 小喀塔海灘（Kata Noi Beach），宁静海滩，多各式餐馆

  - 卡隆沙灘（Karon Beach），接近巴東海灘
  - 芭東海灘（Patong Beach），方便、酒店及各种游客设施林立
  - 喀马拉海灘（Kamala Beach），接近巴東海灘
  - 素林海灘（Surin Beach）
  - 邦濤海灘（Bangtao Beach）
  - 邁考海灘（Mai Khao Beach）
  - 西莉那國家公園（Sirinat National Park）
  - 拷索山林國家公園（Khao Sok National Park）
- 離島
  - 達舖亞島（Tapao Yai Island）
  - 珊瑚島（Koh Hey，Coral Island，又稱為Hey Island或「蜜月島」）
  - 詩美蘭群島（Koh Similan，行政區劃上属于攀牙府），由九个小岛共同組成，水下生物多姿多彩，适合潜水
  - 诗莉岛（Koh Si-Re）
  - 大國王島（Koh Raya Yai）
  - 小國王島（Koh Raya Noi）
  - 神木島（Koh Maiton）
  - 大朗岛（Koh Rang Yai）
  - 納加島（Koh Naga），島上以珍珠養殖業著名
  - 桃花島（Koh Lon）
  - 绿島（Koh Kaew）
  - 皇帝島（Ko Racha Yai）
- 商場
  - 海洋百貨公司（Ocean Department Store），位於巴东海滩
  - 钟芝龙大商场（Jungcelon Shopping Complex），位於巴东海滩
  - 百乐大商场（Paradise Shopping Complex），位於普吉府城

## 事故与灾害
- 2004年印度洋海嘯中受到波及，受损严重，特别为面向震央的巴東海灘。
- 2018年普吉岛游船倾覆事故，7月发生恶劣天气下的游船倾覆，导致中国大陆游客伤亡。

## 友好城市
- 法國 尼斯